# 埃紹韋
埃紹韋（英語：Eshowe）是南非的城鎮，位於該國東北部，由夸祖魯-納塔爾省負責管轄，始建於1880年，面積16.33平方公里，2001年人口5,230，人口密度每平方公里320人。

## 外部連結
- Tourism vendor in Eshowe （页面存档备份，存于）
- More information about Eshowe （页面存档备份，存于）